# رطوبت‌سنجی
رطوبت‌سنجی یا سایکرومتری (به انگلیسی: Psychrometry) که به آن نم‌سنجی (hygrometry) نیز گفته می‌شود، یک رشته مهندسی است که با ویژگی‌های فیزیکی و ترمودینامیکی گاز و مخلوط‌های بخار مرتبط است. فن یا روش اندازه گیری رطوبت موجود در هوا را سایکومتری یا نم شناسی می‌نامند.
رطوبت‌سنجشی یا سایکومتریک (psychometric) علمی است که خواص حرارتی هوای مرطوب را بررسی می‌کند، اندازه گیری و کنترل رطوبت هوا را مورد توجه قرار می‌دهد و اثر رطوبت هوای محیط را بر هوا و آسایش مطالعه می‌کند.
این دانش به بررسی ویژگی‌های فیزیکی و ترمودینامیکی اصلی این آمیخته مانند دمای  حباب خشک، دمای حباب تر، نم نسبی، آنتالپی آمیخته و .. می‌پردازد.
نمودارهای سایکرومتری برای بررسی شرایط خشک‌کردن قطعات سرامیکی بکار می‌روند.

## نمودار سایکرومتریک

نمودار سایکرومتریک

نمودار رطوبت‌سنجشی یا نمودار سایکرومتریک (به انگلیسی: Psychrometric charts) نموداری است که در آن رطوبت نسبی و رطوبت مطلق و نقطهٔ شبنم به روش ترسیمی و با استفاده از قرائت دماسنج تَر و خشک به دست می‌آید. این نمودار که به نام‌های نمودار رطوبت‌سنجی، نمودار نم‌سنجشی، نمودار نم‌سنجی یا جدول زیست–اقلیمی ساختمانی  داده‌های اطلاعاتی حاصل از اقلیم همچون دمای خشک، دمای مرطوب وفشار بخار در روی نمودار مشخص می‌شوند و سپس با استفاده از این داده‌ها به تجزیه و تحلیل آن‌ها پرداخته و در نهایت شرایط اقلیمی و اصولی را که برای طراحی باید استفاده شود مشخص می‌شود. باید توجه داشت که این نمودار را می‌توان به‌طور جداگانه برای هر شهر تنظیم نمود تا دقت اصول تعیین شده بالا رود.

### علائم
علایم تعیین شده در نمودار:
N محدودهٔ منطقهٔ آسایش
N’  محدودهٔ شرایط قابل تحمل
M  محدودهٔ شرایطی که استفاده ازمصالح ساختمانی متناسب با اقلیم، در ایجاد منطقهٔ آسایش در داخل ساختمان مؤثر است.
M’  محدودهٔ شرایط قابل تحمل در صورت استفاده از مصالح متناسب با اقلیم
V   محدودهٔ استفاده از کوران درساختمان‌های معمولی
V’  محدودهٔ استفاده از کوران در ساختمان‌هایی که برای استفاده از تهویهٔ طبیعی طراحی شده‌اند.
EC  محدودهٔ استفاده از کولر آبی در ساختمان‌های معمولی
EC’ محدودهٔ استفاده از کولر آبی در ساختمان‌هایی که به‌ طور موثر عایق‌کاری حرارتی شده وسطح خارجی آن‌ها نیز سفید رنگ است.
AC محدودهٔ شرایطی که تنها استفاده از تهویهٔ مطبوع مؤثر است.
D  محدوده‌ای که به دستگاه رطوبت‌زن نیاز است.
W محدوده‌ای که علاوه بر تهویهٔ مطبوع، استفاده از دستگاه رطوبت‌گیر نیز لازم است.
H محدودهٔ تأثیر مصالح در گرمایش ساختمان
H’ محدودهٔ استفاده از مصالح متناسب با اقلیم در گرمایش ساختمان